# 19811 Кімперкінс
19811 Кімперкінс (19811 Kimperkins) — астероїд головного поясу, відкритий 24 вересня 2000 року.
Тіссеранів параметр щодо Юпітера — 3,418.